# Billboard Comprehensive Albums
Billboard Comprehensive Albums – notowanie przedstawiające aktualną listę najlepiej sprzedających się albumów, bez względu na datę ich wydania lub metodę sprzedaży, opracowywane przez tygodnik muzyczny Billboard.
Billboard Comprehensive Albums nie jest publikowane w magazynie, jednak jest dostępne za opłatą w serwisie internetowym Billboard, Billboard.biz.